# 葛西純
葛西 純（かさい じゅん、1974年9月9日 - ）は、日本の男性プロレスラー。北海道帯広市（自称：ヒラデルヒア）出身。通称「狂猿」、「クレイジー・モンキー」。プロレスリングFREEDOMS所属。血液型AB型。

## 概要
6m以上の高さがある後楽園ホールのバルコニーから躊躇無くボディプレスを敢行したり、割った蛍光灯などで自身の体を切り裂くなど、その過激なパフォーマンスは他者の追随を許さず、カルト的な人気を誇る日本プロレス界切ってのハードコアレスラーとして、葛西のその名が知られている。『プロレス界一傷だらけの背中を持つ男』と表現した者もある。
なお、葛西の出身地は『ヒラデルヒア』―すなわちフィラデルフィアとしているが、実際は帯広市の出身である。白のカラーコンタクトに目の周りを黒で縁取った出で立ちで試合をすることが多く、大一番では白を基調とした衣装を着用する。髪型はRIP SLYMEのPESが昔していた髪型を参考、右目のメイクは映画「時計じかけのオレンジ」のアレックス、左目のカラコンとメイクは吸血鬼やゾンビをイメージしている。
過激なデスマッチを頻繁に行い、試合後血だらけの状態のままサイン会に応じるなどの一方で、「俺っち」の一人称を使用するマイクアピールを行うこともある。
息子や娘を会場に連れて来ることがあるなど、子煩悩な一面も見せる。ブログやツイッターなどで葛西の息子は「ハッピーボーイ」と呼んでいて、売店にも訪れることもある。娘も「ジプシー嬢」と呼んでおり、ステッカーなどのグッズも発売している。このうち息子の葛西陽向はDDTに練習生として入団し、2025年8月30日の墨田区総合体育館大会でデビューする。
似顔絵や、イラストはプロ級の腕前で週刊ゴングでは連載も持っていた。週刊プロレスでもTAJIRIのコラムでイラストを担当しているが、その際の名前は「サル・ザ・マン」である。以前参戦していた大日本ではグッズの手ぬぐいやグラスでも選手らの似顔絵を手掛けている。「サル・ザ・マン」とは、葛西がプロレスラーになる前の素人時代に格闘技通信にイラストを投稿していた際のペンネームであった。
ランシドのヴォーカル担当、ラーズ・フレデリクセンも葛西の大ファンである。フレデリクセンは、もともとはプロレスファンで日米問わず関係者との交友関係が深かったが、葛西の試合を観てファンになり、バンド活動以外で個人的に試合観戦のため来日している。2010年6月にはコラボイベントも開催され、Tシャツも製作した。

## 経歴

### プロレス入り以前
帯広市立西小学校・帯広市立帯広第二中学校に通学、北海道清水高等学校へ進学・卒業後に上京し、都内で警備会社に就職。葛西も当時からプロレスラー志望ではあったものの、173cmという身長（プロレスラーとしては小柄）から「自分がプロレスラーになれるわけがない」と思い、警備会社で働き続けていた。
1995年に体調を崩した際にたまたまHIV（AIDS）のチェックリストを目にしたところ、自分がほとんどの項目に当てはまることに気づき、HIV検査を受けに行くことになる。検査結果は陰性だったが、葛西は検査結果が出るまでの間いろいろ考えた結果、「もし命があったら自分のやりたいことをやろう」と決意し、本格的にプロレスラーとしてのデビューに向けたトレーニングを始めた。

### 渡米
1998年に大日本プロレスに入門。同年8月23日の鶴見緑地花博公園広場大会でプロデビューした。
2000年を前後に大日本プロレスとCZWとの抗争が勃興すると、葛西もこれに際してCZW軍側に付き『CZWジャパン』という連合を結成する。そして渡米したうえでワイフビーター宅に下宿しつつ、CZWのマットを舞台に活躍し始めた。
2001年のデラウェア州に催されたCZWのある興行の場で葛西は、蛍光灯を乗せた板に打ち付けられることによって左肘を豪快に切り開き、そこから骨が露出するという事態を見せもした。その試合は、観客持参の凶器を用いたタッグマッチで、葛西の対戦相手となったのはジャスティス・ペインとジョニー・カジミア、葛西と組んだ相手はのちに伝説となるニック・モンドであった。
ジュニアヘビー級王座とタッグ王座を獲得したこの団体にあっては、ジョン・ザンディグ、ニック・モンド、ワイフビーター、Zバール、トレント・アシッドという5名のレスラーらとともに『ビッグ・ディールズ』(Big Dealz)という連合を組んでもいた。

### 日本への帰還と大日本プロレス退団
2001年、葛西はBADBOY非道等とヒールユニット「赤まむし」を結成し、大日本プロレスのマットを恐怖に陥れたが2002年に大日本プロレスを退団、フリーランスを経て2003年にZERO-ONEに移籍。葛西は猿キャラで一般のプロレスファンからの知名度を得るが、バナナをプレゼントされ過ぎてバナナ恐怖症になったり、バナナをくわえたままドン荒川に首輪で繋がれて入場するなどコミックレスラーとしての面ばかりが強調され、試合内容もそのようなものが多かった。
全日本プロレスにも参戦したが、前座のタッグマッチ要員に甘んじ目立った活躍は全く無く、さらに葛西は橋本真也の付き人を務めたが、諸々の事由によりその過去を一時は封印していた時期もあり、葛西にとっては不遇の時代であった。ちなみに、この時期には橋本が出演した映画『あゝ!一軒家プロレス』にて他レスラーと共に出演している。
2004年にハッスルが発足すると、葛西もさっそくその旗揚げ大会に参戦しMIKAMI、キング・アダモ、ロウ・キーとともにリングに登場。 のちには高田延彦が率いる高田モンスター軍の一員としての活動を見せた。

### アパッチプロレス軍所属として大日本プロレスへ帰還
2005年、葛西は伊東竜二からの呼び掛けに応える形で、伊東からBJW認定デスマッチヘビー級王座を取るためアパッチプロレス軍を通じて大日本プロレスに復帰。当初はフリーであったが、後にアパッチ所属となった。同年6月8日の大日本プロレスの大会でそれまで危険すぎるという理由で実現に至らなかったカミソリ十字架ボードデスマッチを、"黒天使"沼澤邪鬼戦で敢行。沼澤のパワーボムでボード上に叩きつけられ設置されたカミソリの形状そのままに背中から大出血を起こす事態を見せた。試合後、沼澤に呼び掛ける形でキチガイタッグ「045邪猿気違's（ゼロヨンゴ ジャンキーズ）」を結成する。伊東竜二のデスマッチヘビー級王座挑戦を表明していたが10月下旬に内臓疾患のため休養を余儀なくされてしまい、伊東への挑戦は泡と消えた。
葛西は手術を受け、長期の活動停止状態にあったが2006年3月19日のアパッチ主催興行の有刺鉄線ボード6人タッグ戦で復帰を果たした。4月14日に行った佐々木貴とのデスマッチ対決に続き、045邪猿気違'sの一員として参加した4月22日の大会から大日本プロレスにも復帰。
9月、アパッチにて大日本プロレスOBの本間朋晃とのタッグで佐々木貴＆BADBOY非道の持つWEWタッグ王座に挑戦し見事勝利した。しかし目標としていた伊東のデスマッチヘビー級王座挑戦は、伊東の負傷によるタイトル返上で2度も幻となった。
その傍ら、葛西は大日本プロレスにてデスマッチスクール「スクール・オブ・デス（狂気学校）」を開校しその校長に就任。沼澤を教頭にMEN'Sテイオーを理事長に指名し、第4世代デスマッチファイターの育成にも力を注いだ。
12月25日のアパッチ新木場1stRINGでは、葛西が自らプロデュースする1dayデスマッチトーナメントを開催。主催者の葛西は決勝戦でジ・ウインガーに敗れたものの、金村キンタローや黒田哲広などのトップどころのいない中で超満員の観客を動員し見事成功を収め、「今度は屋外でやりたい」と、第2回の実施を予告した。
この年には、アメリカのIWAイーストコーストへの参戦を果たしたうえでトビー・クライン、マッドマン・ポンド、コーク・ヘイン、コーポラル・ロビンソン、ドレイク・ヤンガー、JCベイリー、2・タフ・トニーという葛西を含めて総数8名のレスラーらが参加したマスターズ・オブ・ペインというデスマッチ選手権の初大会に参加。葛西も有刺鉄線やザリガニや蛍光灯を用いたデスマッチでトビー・クラインとマッドマン・ポンドを破って勝ち進み、ついには決勝戦でJCベイリーを下してその初代覇者の座へと君臨した。
2007年6月24日のアパッチの大会では空位となっていたWEWタッグ王座を賭けて045邪猿気違'sとしてトーナメントに出場し、邪猿気違'sとして初のタイトルを獲得した。
2007年11月26日の大会で左膝半月板を損傷、これの手術を行った。これによって葛西は長期の欠場を余儀なくされたものの、2008年5月―佐々木貴の自主興行にてメイン終了後に乱入。6月のアパッチ興行活動再開に合わせて復帰すると発表。5月25日の大日本プロレス大会メイン終了後にも沼澤に呼ばれて登場し、045邪猿気違's活動再開とデスマッチヘビー級王座のタイトル戦線へ本格的に参入することを明らかにした。

### FREEDOMS旗揚げ
アパッチプロレス軍が2009年に解散すると、葛西は佐々木貴と組んで新たな団体『FREEDOMS』を設立。そしてかねてよりの念願であった伊東とのシングル戦―『カミソリ十字架ボード＋αデスマッチ』を11月20日の大日本プロレス後楽園ホール大会にて敢行。超満員の観客を動員し、29分45秒という時間切れギリギリで勝利を収める。試合後、葛西は年内の引退を考えていたが取り止める旨のマイクアピールを行い、現役続行の意思を表明した。この試合が2009年プロレス大賞ベストバウトを受賞。デスマッチとしては19年振りの快挙であった。
2010年になると、空位となっていたBJW認定タッグ王座の新王者決定選手権に045邪猿気違'sで出場し、4月28日の大会で関本大介と佐々木義人 (プロレスラー)を相手とした決勝戦に勝利。これは葛西自身初の大日本プロレスの王座の獲得であった。
5月3日のアイスリボン後楽園大会では、自身を憧れの人物に指名する松本都と組んだうえでインターナショナル・リボンタッグ王座を獲得し、これにて2冠を達成する。
翌5月4日の大日本プロレス設立15周年記念大会（横浜文体）にあっては、2000年代の黎明の頃に激戦を繰り広げたニック・ゲージとおおよそ10年ぶりの再会を果たし、かつて結成していた『CZWジャパン』を復活させたうえで、馴染みのカミソリ十字架ボードを用いたデスマッチを披露した。
2012年はFREEDOMSでユニット「UNCHAIN」（アンチェイン）を結成。しかし膝の怪我で再び欠場するが、8月に復帰戦となる自身プロデュースの~PAIN IN LIMIT 2012~で悲願の初優勝を果たす。11月9日のWrestling New Classic「まこかなプロ」では、女子レスラー「葛西純子」として松本とのタッグで参戦している。
大日本プロレスでは、同年4月に045邪猿気違'sでのアジアタッグ選手権挑戦を表明するも欠場で流れ、10月に復帰のアピールで沼澤に対して決裂を突きつけ抗争が勃発したが、2013年3月の後楽園でシングル戦による直接対決で沼澤を下した際、045邪猿気違'sの復活を宣言する。5月には竹田誠志・塚本拓海をメンバーに迎え、045邪猿気違'sを発展させたユニット「B FAULTLESS JUNKY'S」（ビーフォールトレス・ジャンキーズ）を結成した。
一方で、2013年5月より大仁田厚と大仁田率いる邪道軍との抗争を勃発させたが、6月の新木場大会で邪道軍側についた元FMWのマンモス佐々木に葛西がピンフォールを取られてしまった。だが、抗争において邪道軍任せで自ら前に出てこない大仁田の態度に不満を爆発させ、それに同調した佐々木貴と急遽タッグを組み、9月に大仁田・マンモス組と対戦するとマンモスを下した直後に葛西が大仁田に蛍光灯を浴びせ、さらに葛西はマイクを持ち、「大仁田とはもう終わりだ!」と言い放った。
2014年6月には、CZWのトーナメント・オブ・デスに初出場し、8人トーナメントの決勝でMASADAを下し、日本人選手として初優勝している。9月には、KING of FREEDOM WORLD王座を手にして日本国内団体のシングル王座を獲得した。
2015年には、WRESTLE-1にて征矢学が中心となって活動する「ニュー・ワイルド・オーダー」に参加。
2017年8月27日の後楽園ホール大会では、ビオレント・ジャックと蛍光灯+カミソリ十字架ボードデスマッチを行った。葛西が本間のこけしを真似るシーンがあり、途中ジャックはカミソリボードごと葛西を持ち上げてバックフリップ、さらには断崖式パッケージパイルドライバーを場外のイスと蛍光灯の上に放つという殺人的な攻撃を繰り出した。最後はサボテン&カミソリボードへの垂直落下式リバースタイガードライバーを決め、3カウントを奪い記録は18分1秒で体固め。葛西もこの試合で右手中指腱断裂の重傷を負い、怪我した指は皮一枚で繋がっているだけで引っ張れば簡単にもげる状態であった。のちに救急搬送され、後日欠場になることが発表された。
2017年8月30日、第二子となる娘が生まれた。
2019年12月25日、自身のプロデュース興行を最後に頚椎と腰椎の椎間板ヘルニアの治療のため長期欠場に入った。
2020年6月10日の新木場1stRING大会で復帰。
2021年5月、葛西のプロレス人生を追ったドキュメンタリー映画「狂猿」が公開された。
2023年3月1日開催の『ジュニア夢の祭典 〜ALL STAR Jr. FESTIVAL 2023〜』では第3試合・がんばれ！大谷晋二郎10人タッグマッチに出場。
6月17日、新日本プロレス八王子大会に突如として来場。新日本のリングに初めて足を踏み入れた。ジョン・モクスリー、ホミサイド組とのタッグマッチを控えるエル・デスペラードからタッグ結成を持ちかけられていたが、それを受諾。7月4日にノーDQ戦で戦う事が決定した。

### エル・デスペラードとの関係性
2019年5月7日　タカタイチマニアにて飯塚高史と対決。反則裁定でドロー。
3月31日　タカタイチハウスにてDOUKIと対決。旋回式のリバースタイガードライバーで勝利。決着後も攻撃しようとした葛西に対してデスペラードがリングに入り救助。
5月7日　タカタイチマニア2にて初対決。有刺鉄線ボードを持って入場してきたデスペラードは、ゴングを待たずに奇襲を仕掛けるも葛西にペースを握られてしまったが、ギター攻撃から反撃。しかし最後は場外で乱戦となり20カウントが数えられ、わずか6分55秒で両者リングアウト。共にやり足りない2人は再試合を認めさせたが、試合はどんどん過激さを増し、とうとうカミソリボードと竹串ボードを使った殴り合いに発展したところで和田京平レフェリーが試合をストップ。通常のプロレスルールで行われていた試合は、7分13秒で無効試合という結末を迎えた。
この試合でデスペラードは顎が割れてBEST OF THE SUPER Jr.を欠場となった。
デスペラードは復帰後、顎を割られたパンチを自らもここぞの場面で繰り出すと、その技をロコ・モノ（狂った猿）と命名。一方の葛西は、大一番でパンチを見舞う際に「デスペラード！」と叫ぶようになった。
2022年5月6日　タカタイチマニア2.5にてデスペラード、DOUKIvs葛西、本間朋晃がハードコアルールで対決。DOUKIに垂直落下式リバースタイガードライバーで勝利。
葛西は試合後、デスペラードに「オマエからの超刺激がほしい！」とシングルマッチを要求。するとデスペラードも「今日いただいた刺激を持って、俺は『スーパージュニア』優勝します。シングル、必ずやりましょう」と呼応した。
9月12日　タカタイチデスペマニアにて2度目のシングルをノーDQマッチで対決。開始早々マスクを破られ、流血に追い込まれるも最後はピンチェ・ロコでデスペラードが勝利。
戦前の期待を裏切らない壮絶死闘を制したデスペラードは「葛西さん、ありがとうございました」と感謝。戦前に「燃え尽きて、死んでもいい覚悟でリングに上がる」とコメントしていたことを葛西から「死んでもいい覚悟なんていらねえんだよ！　そうすればお前はもっと強くなる」とたしなめられると「ありがとうございます。二度と死んでもいいなんてとか、死ぬ気とか、死ぬ覚悟とか軽々しく口にしません」と約束した。
2023年7月4日　新日本プロレス　NJPW STRONG INDEPENDENCE DAYのメインイベントにて葛西、デスペラードvsジョン・モクスリー、ホミサイド組とノーDQマッチで対決。
8月11日　FREEDOMS　横浜猛進2023 〜自由人達の狂宴〜の葛西純デビュー25周年記念試合『喜怒哀楽』～愛の章～にて葛西、デスペラードvs竹田誠志、山下りなと画鋲ボード＆カミソリ十字架ボード＋αデスマッチで対決。
2024年6月10日　デスペラード主催興行　デスペ・インビタショナルに参戦。直接の対決は無かったが、デスペラードが葛西に対して招待状を渡し参戦が決まった。

## 戴冠歴
CZW
- CZW世界ジュニアヘビー級王座[18]
- CZWウルトラバイオレントアンダーグラウンド王座
- CZW世界タッグ王座[18]
- トーナメント・オブ・デス優勝

WEW
- WEWハードコアタッグ王座[18]

アパッチプロレス軍
- WEWタッグ王座[18]

大日本プロレス
- BJW認定タッグ王座[18]

アイスリボン
- インターナショナルリボンタッグ王座[18]

全日本プロレス
- GAORA TV王座

プロレスリングFREEDOMS
- KING of FREEDOM WORLD王座
- KING of FREEDOM WORLD TAG王座

WRESTLE-1
- WRESTLE-1タッグチャンピオンシップ
- UWA世界6人タッグ王座

DDTプロレスリング
- DDT EXTREME級王座

ダブプロレス
- DOVEタッグ王座

プロレス大賞
- 年間最高試合賞（2009年）

日本インディー大賞
- ベストバウト（2009年）

## 得意技
いわゆる生粋のデスマッチを得意としているが、葛西のプロレスは真正面から突っ込んでくる捨て身のファイトぶりが身上である。

### フィニッシュ・ホールド
パールハーバースプラッシュ
ムーブに特徴のある葛西のフィニッシュ・ホールド。コーナートップで「シャキーン」、もしくは「シュワッチ」と声を上げゴーグルを装着し、敬礼ポーズと共に「シェー」と声を上げてからダイブする。その際、観客も一緒に「シェーッ！」と声を上げるのが慣例化している。そのゴーグルは、真珠湾攻撃によって亡くなった葛西の祖父の形見である（初期設定）。
スティミュレイション
クロスアーム式スティミュレイション
垂直落下式リバース・タイガー・ドライバー
リバース・フルネルソンで捕らえた相手をそのままマットと垂直に担ぎ上げ、シットダウンと同時に脳天からマットに突き刺す変形リバース・タイガー・ドライバー。ダブルアーム式パイルドライバーと同型。
リバースタイガードライバー
山川竜司の必殺技を受け継いだもの。2006年の大会「蛍光闘恐タワー&蛍光灯200本デスマッチ」から本格的に使い始めた。山川の場合はフィニッシュ・ホールドとして使っていたが、葛西の場合はつなぎの技としての使用が中心。タッグで相手パートナーを寝かせて、その上の急所目掛けて使うこともある。現在では、垂直落下式をフィニッシュ・ムーブとしても使うことがある。
マーダー・ライドボム
肩車の体勢で両肩に担ぎ上げた相手に対し、股の間から伸ばした右手で頭部を抱え、相手の体を前方回転させながらシットダウンし後頭部からマットに突き刺す変型ドライバー。オメガの片翼の天使を意識した葛西の奥の手。

### 関節技
腕サソリ固め
相手の足にではなく、腕に決めるサソリ固め。

### 投げ技
バックスライドボム
逆さ押さえ込みの体勢で相手を頭から落としつつ、腕のフックを外して相手を抱えてフォールする。
サドンインパクト
インプラントDDTと同型。

### 飛び技
ダイビングヘッドバット
「ハーリー・レイス」と叫びながら垂直落下式で仕掛けたこともある。

### 組み技
デスバレーボム
スナップスープレックス
「ダイナマイト・キッド」と叫びながら仕掛けたり、技名をもじってキチ○イ・スープレックス!!と叫びながら仕掛けることもある。テレビ放送時にはピー音が被せられていた。

### 打撃技
顔面ドロップキック
前かがみになっている相手の顔面に「ウキッ!!」とサルの鳴きマネのような声を上げながら正面飛び式のドロップキックを放つ。
カミゴェ

### その他
竹串
束ねた竹串を脳天に突き刺す攻撃。
急所攻撃
手鼻
指で片方の鼻の穴を押さえ鼻水を飛ばす葛西の屈辱技。主にパールハーバー・スプラッシュを仕掛ける前に行う。
モンキーウォーク
厳密に言うと技では無いが、背中に凶器攻撃を受けた際などに背を反らして痛みに耐えながら歩いて行くムーブ。サルは葛西の代名詞的なギミックでもあり、単純に葛西=サルが歩くからでは無く、歩く姿が実際のサルの歩行に似ていることからもこう呼ばれる。リック・フレアーのフレアー・ウォーク（ネイチ・ウォーク）に通ずるものがある。

## 入場曲
- DEVIL（COCOBAT）
- Wait And Bleed （Slipknot） - 045邪猿気違'Sでの登場時に使用

## メディア出演

### 映画
- 「あゝ!一軒家プロレス」
- 「狂猿」（2021年）

### PV
- 「ニャゴニャゴジャンケンのうた」J☆Dee'Z
- 「BUMP」サイプレス上野とロベルト吉野

### テレビ
- 水曜日のダウンタウン（2017年6月7日、TBS） - 吹本賢児と「デスマッチプロレスラー」のコンビ名で漫才を披露。
- 有吉反省会（2021年7月31日、日本テレビ）
- 歯無しのグルメ〜噛まずにとろける美味い店〜（2022年5月28日、TBS） - パチンコ店のおじさん 役

### ウェブテレビ
- カンニング竹山の土曜The NIGHT（2021年7月11日[20]、ABEMA）

### 舞台
- リア王（2008年8月7日、横浜赤レンガ倉庫） - エドガー葛西 役[21]
- ロミオとジュリエット（2009年10月1日、横浜赤レンガ倉庫） - ロミオ葛西 役
- マクベス（2011年11月29日 - 30日、横浜赤レンガ倉庫） - マクダフ葛西純 役

## 書籍

### 著書
- 『CRAZY MONKEY』（2021年1月15日、blueprint）ISBN 978-4909852120